# Lucjan Siewierski
Lucjan Siewierski (ur. 2 sierpnia 1915 w Chicago, zm. 2004) – polski matematyk, profesor Politechniki Łódzkiej.

## Życiorys
W 1922 przybył z rodziną do Polski i osiedlił się w Łodzi.  W 1934 rozpoczął studia na Wydziale Matematyczno-Przyrodniczym Uniwersytetu Warszawskiego. W czerwcu 1938 uzyskał absolutorium i otrzymał temat pracy magisterskiej "Dowody istnień w równaniach różniczkowych". Studiów magisterskich nie dokończył, gdyż w 1938 musiał odbyć służbę wojskową, a następnie brał udział w wojnie 1939. Dostał się do niewoli, skąd udało mu się uciec. Ukrywał się i uniknął wyjazdu do Niemiec. Do 19 stycznia 1945 pracował jako księgowy w fabryce trykotów. Po wyzwoleniu Łodzi dostał posadę nauczyciela w Gimnazjum i Liceum Miejskim w Łodzi (obecnie III Liceum Ogólnokształcące im. Tadeusza Kościuszki w Łodzi, w którym pracował do 31 sierpnia 1951). Ze względu na służbę wojskową i okres wojny, dopiero w 1945 uzyskał dyplom magistra na Uniwersytecie Warszawskim na Wydziale Matematyczno-Przyrodniczym.  1 stycznia 1949 roku rozpoczął pracę na Politechnice Łódzkiej, na której pracował aż do przejścia na emeryturę w 1978.
Stopień doktora (kandydata) nauk matematycznych uzyskał w 1958 na Wydziale Matematyki, Fizyki i Chemii Uniwersytetu Łódzkiego. Praca nosiła tytuł " Sur de fonctions univalentes alg\'ebraiques dans le demi-plan"i została napisana pod kierunkiem Zygmunta Charzyńskiego. W 1961 (ponownie na tym samym wydziale Uniwersytetu Łódzkiego), uzyskał stopień doktora habilitowanego na podstawie pracy " The local solution of coefficient problem for bounded schlicht functions". Tytuł profesora nadzwyczajnego otrzymał w 1969 i od tej pory Politechnika była jego jedynym miejscem zatrudnienia (wcześniej pracował w Szkole Inżynieryjnej (1950-52) oraz na UŁ jako zastępca profesora).
Był specjalistą z dziedziny funkcji zespolonych i autorem wielu podręczników. W latach 1958–1970 pełnił funkcję kierownika Katedry Matematyki Wydziału Mechanicznego, a następnie zastępcy dyrektora Instytutu Matematyki. Był autorem 10 artykułów naukowych, współautorem 6 podręczników i skryptów, wypromował 2 doktorów.